# Herman Nijboer
Herman Nijboer  was een schaatser die Nederlands Kampioen op de kortebaan werd. 
In 1980 werd Nijboer tweede op het NK Kortebaan in Groningen, achter kampioen Piet de Boer. In 1981 won hij in Kampen evenwel van Piet de Boer, waardoor hij Nederlands Kampioen werd. In 1982 werd hij op het natuurijs van Akkrum nogmaals Nederlands Kampioen. De tweede plaats was voor Matthijs Kuiper, Piet de Boer werd derde.
| Jaar | Plaats | Kampioenschap | Gehouden in |
| ---- | ------ | ------------- | ----------- |
| 1980 | Zilver | NK Kortebaan  | Groningen   |
| 1981 | Goud   | NK Kortebaan  | Kampen      |
| 1982 | Goud   | NK Kortebaan  | Akkrum      |